# 小林高晃
小林 高晃（こばやし たかあき、1988年3月8日 - ）は、新潟県出身のバスケットボール選手である。ポジションはシューティングガード。身長187cm、体重90kg。

## 来歴
洛南高時代は3年時にキャプテンを務め、インターハイでベスト8。ウインターカップではインターハイ同様に優勝した福岡第一高に僅差で敗れるものの、3位に輝いた。オールラウンダー集団と言われた洛南で、ゴール下やリバウンドなど地味なところをこなすプレーヤーであり、ウインターカップでは1試合平均32.4得点を記録。
卒業後は青山学院大学に進み、4年次にユニバーシアード代表に選出される。実弟・遥太もバスケットボールプレイヤーで、洛南高から青学大に進み活躍している。
2010年、トヨタ自動車に入社。
2012年退社。クラブチームのエクセレンスでプレーする。
その後、イカイレッドチンプスに所属。

## 経歴
- 洛南高校 - 青山学院大学 - トヨタ自動車（2010年〜2012年）

## 日本代表歴
- 2009ユニバーシアード